# Коле дел Пино (Рим)
Коле дел Пино је насеље у Италији у округу Рим, региону Лацио.
Према процени из 2011. у насељу је живело 1018 становника. Насеље се налази на надморској висини од 83 м.